# Discordanza angolare

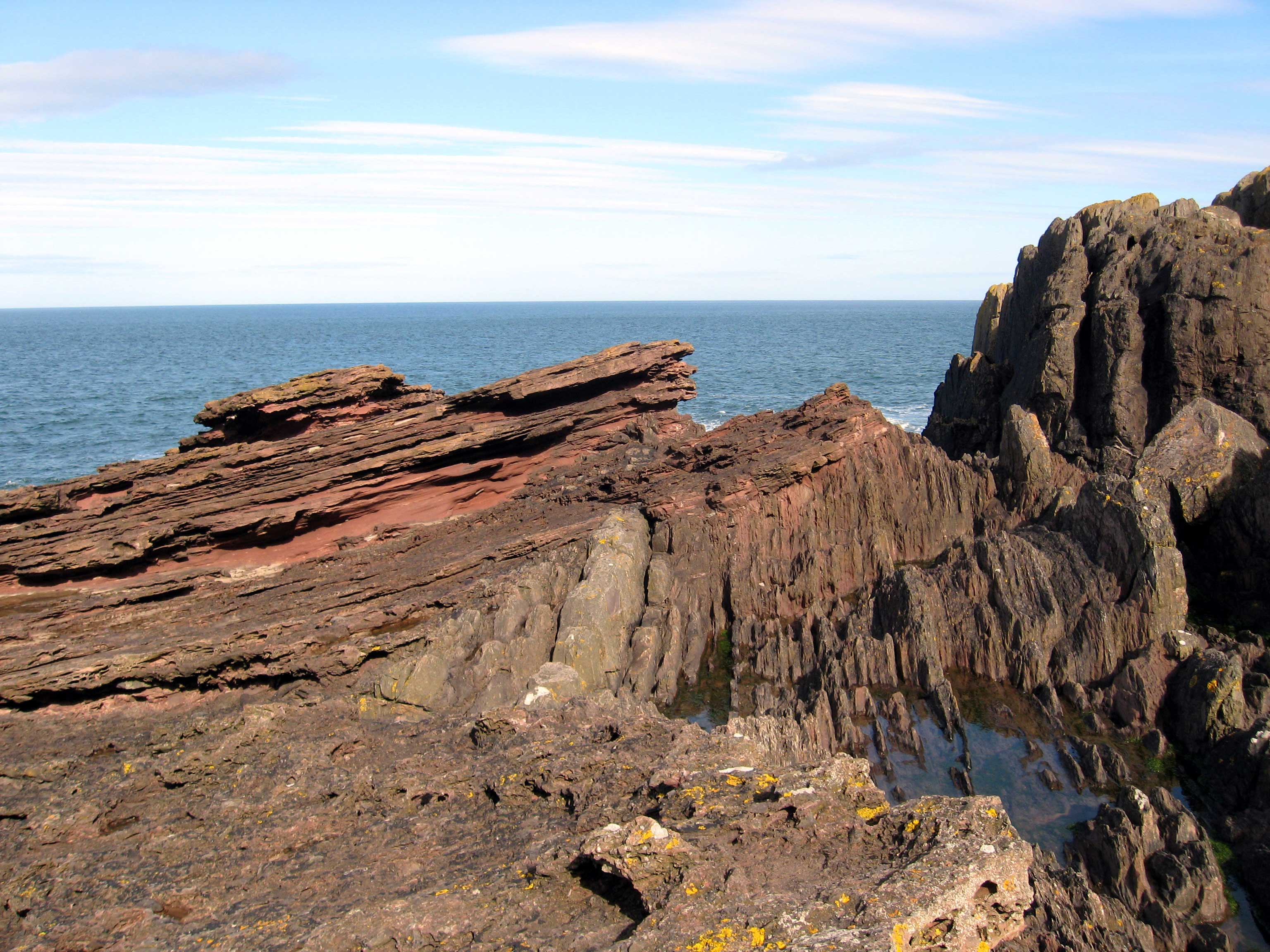
A Siccar Point, in Scozia, è presente una discordanza angolare tra le arenarie del periodo Siluriano e le arenarie rosse del Devoniano superiore.

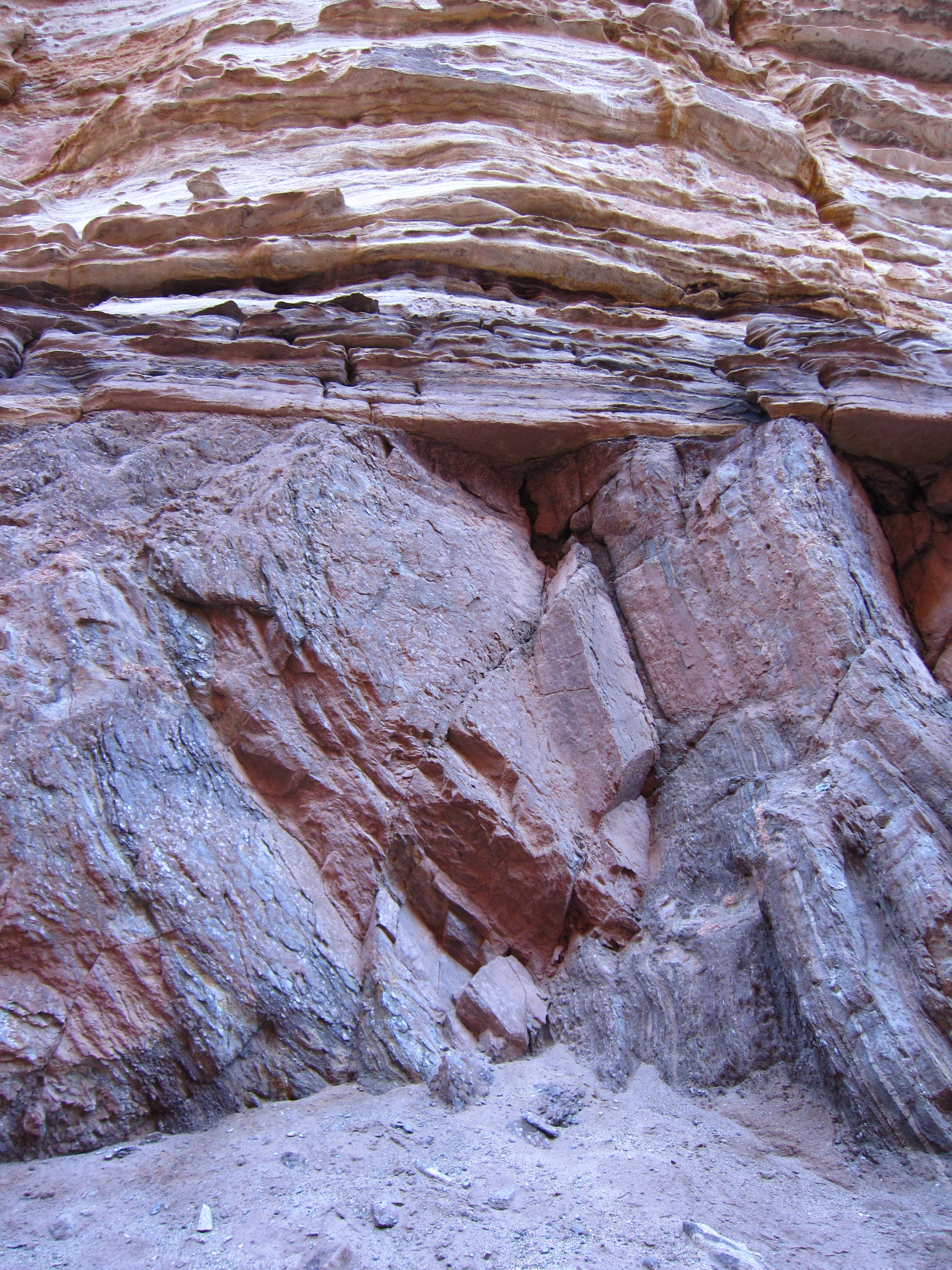
La grande discordanza angolare presente alla base del Grand Canyon

La discordanza angolare, in geologia, è una discontinuità nell'ambito di una formazione geologica dovuta alla differente giacitura di strati adiacenti. Tale definizione venne proposta per la prima volta dal geologo scozzese James Hutton, che riuscì in questo modo ad interpretare correttamente la storia geologica di Jedburgh, nel 1787, e di Siccar Point, nel 1788.
In genere lo strato più antico, posto sotto la discordanza, ha subito un piegamento e, successivamente, l'erosione, mentre quello più recente, posto sopra la discordanza, presenta una giacitura orizzontale. Le rocce sottostanti mostrano un grado più o meno spinto di metamorfismo, mentre quelle soprastanti possono avere carattere di rocce sedimentarie o metamorfiche in virtù degli eventi geologici che si sono susseguiti.
La discordanza angolare è il risultato di una successione di eventi in cui si alternano trasgressioni, regressioni e deformazioni tettoniche. Le rocce dello strato più antico, originate da processi sedimentari in fase di trasgressione, sono successivamente innalzate a seguito di processi orogenetici, subendo un metamorfismo e un'inclinazione. Durante la fase di continentalità subentra l'erosione. In una successiva fase di trasgressione, lo strato eroso viene sommerso e su esso si depositano nuovi sedimenti, che daranno origine ad uno strato più recente con giacitura orizzontale.